# ICD-10 第4章:内分泌、栄養および代謝疾患
本項は、『疾病及び関連保健問題の国際統計分類』第10版（ICD-10）の「第4章:内分泌、栄養および代謝疾患」の一覧である。

## E00-E90 - 内分泌，栄養及び代謝疾患

### (E00-E07) 甲状腺障害
- E00　先天性ヨード欠乏症候群
  - E00.0　先天性ヨード欠乏症候群，神経型
  - E00.1　先天性ヨード欠乏症候群，粘液水腫型
  - E00.2　先天性ヨード欠乏症候群，混合型
  - E00.9　先天性ヨード欠乏症候群，詳細不明
- E01　ヨード欠乏による甲状腺障害及び類縁病態
  - E01.0　ヨード欠乏によるびまん性(地方病性)甲状腺腫
  - E01.1　ヨード欠乏による多結節性(地方病性)甲状腺腫
  - E01.2　ヨード欠乏による(地方病性)甲状腺腫，詳細不明
  - E01.8　その他のヨード欠乏による甲状腺障害及び類縁病態
- E02　無症候性ヨード欠乏性甲状腺機能低下症
- E03　その他の甲状腺機能低下症
  - E03.0　びまん性甲状腺腫を伴う先天性甲状腺機能低下症
  - E03.1　甲状腺腫を伴わない先天性甲状腺機能低下症
  - E03.2　薬剤及びその他の外因性物質による甲状腺機能低下症
  - E03.3　感染後甲状腺機能低下症
  - E03.4　甲状腺萎縮(後天性)
  - E03.5　粘液水腫性昏睡
  - E03.8　その他の明示された甲状腺機能低下症
  - E03.9　甲状腺機能低下症，詳細不明
- E04　その他の非中毒性甲状腺腫
  - E04.0　非中毒性びまん性甲状腺腫
  - E04.1　非中毒性単発性甲状腺結節
  - E04.2　非中毒性多結節性甲状腺腫
  - E04.8　その他の明示された非中毒性甲状腺腫
  - E04.9　非中毒性甲状腺腫，詳細不明
- E05　甲状腺中毒症[甲状腺機能亢進症]
  - E05.0　びまん性甲状腺腫を伴う甲状腺中毒症
  - E05.1　中毒性単発性甲状腺結節を伴う甲状腺中毒症
  - E05.2　中毒性多結節性甲状腺腫を伴う甲状腺中毒症
  - E05.3　異所性甲状腺組織による甲状腺中毒症
  - E05.4　人工的甲状腺中毒症
  - E05.5　甲状腺クリーゼ又は急性発症
  - E05.8　その他の甲状腺中毒症
  - E05.9　甲状腺中毒症，詳細不明
- E06　甲状腺炎
  - E06.0　急性甲状腺炎
  - E06.1　亜急性甲状腺炎
  - E06.2　一過性甲状腺中毒症を伴う慢性甲状腺炎
  - E06.3　自己免疫性甲状腺炎
  - E06.4　薬物誘発性甲状腺炎
  - E06.5　その他の慢性甲状腺炎
  - E06.9　甲状腺炎，詳細不明
- E07　その他の甲状腺障害
  - E07.0　カルシトニンの分泌過剰
  - E07.1　甲状腺ホルモン合成障害による甲状腺腫
  - E07.8　その他の明示された甲状腺障害
  - E07.9　甲状腺障害，詳細不明

### (E10-E14) 糖尿病
- E10　インスリン依存性糖尿病<IDDM>
  - E10.0　インスリン依存性糖尿病<IDDM>，昏睡を伴うもの
  - E10.1　インスリン依存性糖尿病<IDDM>，ケトアシドーシスを伴うもの
  - E10.2　インスリン依存性糖尿病<IDDM>，腎合併症を伴うもの
  - E10.3　インスリン依存性糖尿病<IDDM>，眼合併症を伴うもの
  - E10.4　インスリン依存性糖尿病<IDDM>，神経(学的)合併症を伴うもの
  - E10.5　インスリン依存性糖尿病<IDDM>，末梢循環合併症を伴うもの
  - E10.6　インスリン依存性糖尿病<IDDM>，その他の明示された合併症を伴うもの
  - E10.7　インスリン依存性糖尿病<IDDM>，多発合併症を伴うもの
  - E10.9　インスリン依存性糖尿病<IDDM>，合併症を伴わないもの
- E11　インスリン非依存性糖尿病<IDDM>
  - E11.0　インスリン非依存性糖尿病<IDDM>，昏睡を伴うもの
  - E11.1　インスリン非依存性糖尿病<IDDM>，ケトアシドーシスを伴うもの
  - E11.2　インスリン非依存性糖尿病<IDDM>，腎合併症を伴うもの
  - E11.3　インスリン非依存性糖尿病<IDDM>，眼合併症を伴うもの
  - E11.4　インスリン非依存性糖尿病<IDDM>，神経(学的)合併症を伴うもの
  - E11.5　インスリン非依存性糖尿病<IDDM>，末梢循環合併症を伴うもの
  - E11.6　インスリン非依存性糖尿病<IDDM>，その他の明示された合併症を伴うもの
  - E11.7　インスリン非依存性糖尿病<IDDM>，多発合併症を伴うもの
  - E11.9　インスリン非依存性糖尿病<IDDM>，合併症を伴わないもの
- E12　栄養障害に関連する糖尿病
  - E12.0　栄養障害に関連する糖尿病，昏睡を伴うもの
  - E12.1　栄養障害に関連する糖尿病，ケトアシドーシスを伴うもの
  - E12.2　栄養障害に関連する糖尿病，腎合併症を伴うもの
  - E12.3　栄養障害に関連する糖尿病，眼合併症を伴うもの
  - E12.4　栄養障害に関連する糖尿病，神経(学的)合併症を伴うもの
  - E12.5　栄養障害に関連する糖尿病，末梢循環合併症を伴うもの
  - E12.6　栄養障害に関連する糖尿病，その他の明示された合併症を伴うもの
  - E12.7　栄養障害に関連する糖尿病，多発合併症を伴うもの
  - E12.9　栄養障害に関連する糖尿病，合併症を伴わないもの
- E13　その他の明示された糖尿病
  - E13.0　その他の明示された糖尿病，昏睡を伴うもの
  - E13.1　その他の明示された糖尿病，ケトアシドーシスを伴うもの
  - E13.2　その他の明示された糖尿病，腎合併症を伴うもの
  - E13.3　その他の明示された糖尿病，眼合併症を伴うもの
  - E13.4　その他の明示された糖尿病，神経(学的)合併症を伴うもの
  - E13.5　その他の明示された糖尿病，末梢循環合併症を伴うもの
  - E13.6　その他の明示された糖尿病，その他の明示された合併症を伴うもの
  - E13.7　その他の明示された糖尿病，多発合併症を伴うもの
  - E13.9　その他の明示された糖尿病，合併症を伴わないもの
- E14　詳細不明の糖尿病
  - E14.0　詳細不明の糖尿病，昏睡を伴うもの
  - E14.1　詳細不明の糖尿病，ケトアシドーシスを伴うもの
  - E14.2　詳細不明の糖尿病，腎合併症を伴うもの
  - E14.3　詳細不明の糖尿病，眼合併症を伴うもの
  - E14.4　詳細不明の糖尿病，神経(学的)合併症を伴うもの
  - E14.5　詳細不明の糖尿病，末梢循環合併症を伴うもの
  - E14.6　詳細不明の糖尿病，その他の明示された合併症を伴うもの
  - E14.7　詳細不明の糖尿病，多発合併症を伴うもの
  - E14.9　詳細不明の糖尿病，合併症を伴わないもの

### (E15-E16) その他のグルコース調節及び膵内分泌障害
- E15　非糖尿病性低血糖性昏睡
- E16　その他の膵内分泌障害
  - E16.0　昏睡を伴わない薬物誘発性低血糖症
  - E16.1　その他の低血糖症
  - E16.2　低血糖症，詳細不明
  - E16.3　グルカゴン分泌増加
  - E16.4　ガストリンの異常分泌
  - E16.8　その他の明示された膵内分泌障害
  - E16.9　膵内分泌障害，詳細不明

### (E20-E35)　その他の内分泌腺障害
- E20　副甲状腺<上皮小体>機能低下症
  - E20.0　特発性副甲状腺<上皮小体>機能低下症
  - E20.1　偽性副甲状腺<上皮小体>機能低下症
  - E20.8　その他の副甲状腺<上皮小体>機能低下症
  - E20.9　副甲状腺<上皮小体>機能低下症，詳細不明
- E21　副甲状腺<上皮小体>機能亢進症及びその他の副甲状腺<上皮小体>障害
  - E21.0　原発性副甲状腺<上皮小体>機能亢進症
  - E21.1　続発性<二次性>副甲状腺<上皮小体>機能亢進症，他に分類されないもの
  - E21.2　その他の副甲状腺<上皮小体>機能亢進症
  - E21.3　副甲状腺<上皮小体>機能亢進症，詳細不明
  - E21.4　その他の明示された副甲状腺<上皮小体>障害
  - E21.5　副甲状腺<上皮小体>障害，詳細不明
- E22　下垂体機能亢進症
  - E22.0　末端肥大症<先端巨大症>及び下垂体性巨人症
  - E22.1　高プロラクチン血症
  - E22.2　抗利尿ホルモン不適合分泌症候群<SIADH>
  - E22.8　その他の下垂体機能亢進症
  - E22.9　下垂体機能亢進症，詳細不明
- E23　下垂体機能低下症及びその他の下垂体障害
  - E23.0　下垂体機能低下症
  - E23.1　薬物誘発性下垂体機能低下症
  - E23.2　尿崩症
  - E23.3　視床下部機能障害，他に分類されないもの
  - E23.6　その他の下垂体障害
  - E23.7　下垂体障害，詳細不明
- E24　クッシング症候群
  - E24.0　下垂体依存性クッシング病
  - E24.1　ネルソン症候群
  - E24.2　薬物誘発性クッシング症候群
  - E24.3　異所性ACTH<副腎皮質刺激ホルモン>症候群
  - E24.4　アルコール性偽性クッシング症候群
  - E24.8　その他のクッシング症候群
  - E24.9　クッシング症候群，詳細不明
- E25　副腎性器障害
  - E25.0　酵素欠損による先天性副腎性器障害
  - E25.8　その他の副腎性器障害
  - E25.9　副腎性器障害，詳細不明
- E26　アルドステロン症
  - E26.0　原発性アルドステロン症
  - E26.1　続発性<二次性>アルドステロン症
  - E26.8　その他のアルドステロン症
  - E26.9　アルドステロン症，詳細不明
- E27　その他の副腎障害
  - E27.0　その他の副腎皮質機能亢進症
  - E27.1　原発性副腎皮質機能不全(症)
  - E27.2　アジソンクリーゼ<発症>
  - E27.3　薬物誘発性副腎皮質機能不全(症)
  - E27.4　その他及び詳細不明の副腎皮質機能不全(症)
  - E27.5　副腎髄質機能亢進症
  - E27.8　その他の明示された副腎障害
  - E27.9　副腎障害，詳細不明
- E28　卵巣機能障害
  - E28.0　エストロゲン過剰(症)
  - E28.1　アンドロゲン過剰(症)
  - E28.2　多のう<嚢>胞性卵巣症候群
  - E28.3　原発性卵巣機能不全(症)
  - E28.8　その他の卵巣機能障害
  - E28.9　卵巣機能障害，詳細不明
- E29　精巣<睾丸>機能障害
  - E29.0　精巣<睾丸>機能亢進(症)
  - E29.1　精巣<睾丸>機能低下(症)
  - E29.8　その他の精巣<睾丸>機能障害
  - E29.9　精巣<睾丸>機能障害，詳細不明
- E30　思春期障害，他に分類されないもの
  - E30.0　思春期遅発症
  - E30.1　思春期早発症
  - E30.8　その他の思春期障害
  - E30.9　思春期障害，詳細不明
- E31　多腺性機能障害
  - E31.0　自己免疫性多腺性内分泌不全症
  - E31.1　多腺性機能亢進(症)
  - E31.8　その他の多腺性機能障害
  - E31.9　多腺性機能障害，詳細不明
- E32　胸腺の疾患
  - E32.0　胸腺の過形成遺残
  - E32.1　胸腺膿瘍
  - E32.8　その他の胸腺の疾患
  - E32.9　胸腺の疾患，詳細不明
- E34　その他の内分泌障害
  - E34.0　カルチノイド症候群
  - E34.1　消化管ホルモンのその他の分泌過剰
  - E34.2　異所性ホルモン分泌，他に分類されないもの
  - E34.3　低身長，他に分類されないもの
  - E34.4　体質性高身長
  - E34.5　アンドロゲン抵抗性症候群
  - E34.8　その他の明示された内分泌障害
  - E34.9　内分泌障害，詳細不明
- E35　他に分類される疾患における内分泌腺障害
  - E35.0　他に分類される疾患における甲状腺障害
  - E35.1　他に分類される疾患における副腎障害
  - E35.8　他に分類される疾患におけるその他の内分泌腺障害

### (E40-E46)　栄養失調(症)
- E40　クワシオルコル
- E41　栄養性消耗症<マラスムス>
- E42　消耗症(性)クワシオルコル
- E43　詳細不明の重度たんぱく<蛋白>エネルギー性栄養失調(症)
- E44　中等度及び軽度のたんぱく<蛋白>エネルギー性栄養失調(症)
  - E44.0　中等度たんぱく<蛋白>エネルギー性栄養失調(症)
  - E44.1　軽度たんぱく<蛋白>エネルギー性栄養失調(症)
- E45　たんぱく<蛋白>エネルギー性栄養失調(症)に続発する発育遅延
- E46　詳細不明のたんぱく<蛋白>エネルギー性栄養失調(症)

### (E50-E64) その他の栄養欠乏症
- E50　ビタミンＡ欠乏症
  - E50.0　結膜乾燥症を伴うビタミンA欠乏症
  - E50.1　ビトー斑及び結膜乾燥症を伴うビタミンA欠乏症
  - E50.2　角膜乾燥症を伴うビタミンA欠乏症
  - E50.3　角膜潰瘍形成及び乾燥症を伴うビタミンA欠乏症
  - E50.4　角膜軟化症を伴うビタミンA欠乏症
  - E50.5　夜盲を伴うビタミンA欠乏症
  - E50.6　角膜の眼球乾燥(症)性瘢痕を伴うビタミンA欠乏症
  - E50.7　その他のビタミンA欠乏症の眼症状発現
  - E50.8　その他のビタミンA欠乏症の症状発現
  - E50.9　ビタミンA欠乏症，詳細不明
- E51　チ<サイ>アミン欠乏症
  - E51.1　脚気
  - E51.2　ウェルニッケ脳症<エンセファロパチ<シ>ー>
  - E51.8　その他のチ<サイ>アミン欠乏症の症状発現
  - E51.9　チ<サイ>アミン欠乏症，詳細不明
- E52　ナイアシン欠乏症[ペラグラ]
- E53　その他のビタミンB群の欠乏症
  - E53.0　リボフラビン欠乏症
  - E53.1　ピリドキシン欠乏症
  - E53.8　その他の明示されたビタミンB群欠乏症
  - E53.9　ビタミンB欠乏症，詳細不明
- E54　アスコルビン酸欠乏症
- E55　ビタミンD欠乏症
  - E55.0　くる病，活動性
  - E55.9　ビタミンD欠乏症，詳細不明
  - E56　その他のビタミン欠乏症
  - E56.0　ビタミンE欠乏症
  - E56.1　ビタミンK欠乏症
  - E56.8　その他のビタミン欠乏症
  - E56.9　ビタミン欠乏症，詳細不明
- E58　食事性カルシウム欠乏症
- E59　食事性セレン欠乏症
- E60　食事性亜鉛欠乏症
- E61　その他の栄養素欠乏症
  - E61.0　銅欠乏症
  - E61.1　鉄欠乏症
  - E61.2　マグネシウム欠乏症
  - E61.3　マンガン欠乏症
  - E61.4　クロム欠乏症
  - E61.5　モリブデン欠乏症
  - E61.6　バナジウム欠乏症
  - E61.7　重複(性)栄養素欠乏症
  - E61.8　その他の明示された栄養素欠乏症
  - E61.9　栄養素欠乏症，詳細不明
- E63　その他の栄養欠乏症
  - E63.0　必須脂肪酸[EFA]欠乏症
  - E63.1　食物摂取成分の不均衡
  - E63.8　その他の明示された栄養欠乏症
  - E63.9　栄養欠乏症，詳細不明
- E64　栄養失調(症)及びその他の栄養欠乏症の続発・後遺症
  - E64.0　たんぱく<蛋白>エネルギー性栄養失調(症)の続発・後遺症
  - E64.1　ビタミンA欠乏症の続発・後遺症
  - E64.2　ビタミンC欠乏症の続発・後遺症
  - E64.3　くる病の続発・後遺症
  - E64.8　その他の栄養欠乏症の続発・後遺症
  - E64.9　詳細不明の栄養欠乏症の続発・後遺症

### (E65-E68) 肥満(症及びその他の過栄養<過剰摂食>
- E65　限局性脂肪症<脂肪過多症>
- E66　肥満(症)
  - E66.0　過剰カロリーによる肥満(症)
  - E66.1　薬物誘発性肥満(症)
  - E66.2　肺胞低換気を伴う過度肥満(症)
  - E66.8　その他の肥満(症)
  - E66.9　肥満(症)，詳細不明
- E67　その他の過栄養<過剰摂食>
  - E67.0　ビタミンA過剰症
  - E67.1　高カロチン血症
  - E67.2　ビタミンB6大量摂取症候群
  - E67.3　ビタミンD過剰症
  - E67.8　その他の明示された過栄養<過剰摂食>
- E68　過栄養<過剰摂食>の続発・後遺症

### (E70-E90) 代謝障害
- E70　芳香族アミノ酸代謝障害
  - E70.0　古典型フェニルケトン尿症
  - E70.1　その他の高フェニルアラニン血症
  - E70.2　チロシン代謝障害
  - E70.3　白皮症
  - E70.8　その他の芳香族アミノ酸代謝障害
  - E70.9　芳香族アミノ酸代謝障害，詳細不明
- E71　側鎖<分枝鎖>アミノ酸代謝及び脂肪酸代謝障害
  - E71.0　メープルシロップ<楓糖>尿症
  - E71.1　その他の側鎖<分枝鎖>アミノ酸代謝障害
  - E71.2　側鎖<分枝鎖>アミノ酸代謝障害，詳細不明
  - E71.3　脂肪酸代謝障害
- E72　その他のアミノ酸代謝障害
  - E72.0　アミノ酸転送障害
  - E72.1　含硫アミノ酸代謝障害
  - E72.2　尿素サイクル代謝障害
  - E72.3　リジン及びヒドロオキシリジン代謝障害
  - E72.4　オルニチン代謝障害
  - E72.5　グリシン代謝障害
  - E72.8　その他の明示されたアミノ酸代謝障害
  - E72.9　アミノ酸代謝障害，詳細不明
- E73　乳糖不耐症
  - E73.0　先天性ラクターゼ<乳糖分解酵素>欠損症
  - E73.1　続発性ラクターゼ<乳糖分解酵素>欠損症
  - E73.8　その他の乳糖不耐症
  - E73.9　乳糖不耐症，詳細不明
- E74　その他の糖質代謝障害
  - E74.0　糖原病
  - E74.1　フルクトース<果糖>代謝障害
  - E74.2　ガラクトース代謝障害
  - E74.3　その他の糖質腸吸収障害
  - E74.4　ピルベート<ピルビン酸>代謝及び糖新生障害
  - E74.8　その他の明示された糖質代謝障害
  - E74.9　糖質代謝障害，詳細不明
- E75　スフィンゴリピド代謝障害及びその他の脂質蓄積障害
  - E75.0　GM2ガングリオシドーシス<ガングリオシド症>
  - E75.1　その他のガングリオシドーシス<ガングリオシド症>
  - E75.2　その他のスフィンゴリピドーシス
  - E75.3　スフィンゴリピドーシス，詳細不明
  - E75.4　神経系セロイドリポフスチン症
  - E75.5　その他の脂質蓄積障害
  - E75.6　脂質蓄積障害，詳細不明
- E76　グリコサミノグリカン代謝障害
  - E76.0　ムコ多糖(体蓄積)症，I型
  - E76.1　ムコ多糖(体蓄積)症，II型
  - E76.2　その他のムコ多糖(体蓄積)症
  - E76.3　ムコ多糖(体蓄積)症，詳細不明
  - E76.8　その他のグルコサミノグリカン代謝障害
  - E76.9　グルコサミノグリカン代謝障害，詳細不明
- E77　糖たんぱく<蛋白>代謝障害
  - E77.0　リソソーム酵素の翻訳後修飾における欠陥
  - E77.1　糖たんぱく<蛋白>分解における欠陥
  - E77.8　その他の糖たんぱく<蛋白>代謝障害
  - E77.9　糖たんぱく<蛋白>代謝障害，詳細不明
- E78　リポたんぱく<蛋白>代謝障害及びその他の脂(質)血症
  - E78.0　純型高コレステロール血症
  - E78.1　純型高グリセリド血症
  - E78.2　混合型高脂(質)血症
  - E78.3　高カイロミクロン血症
  - E78.4　その他の高脂(質)血症
  - E78.5　高脂(質)血症，詳細不明
  - E78.6　リポたんぱく<蛋白>欠乏症
  - E78.8　その他のリポたんぱく<蛋白>代謝障害
  - E78.9　リポたんぱく<蛋白>代謝障害，詳細不明
- E79　プリン及びピリミジン代謝障害
  - E79.0　炎症性関節炎及び痛風結節性疾患の徴候を伴わない高尿酸血症
  - E79.1　レッシュ・ナイハン症候群
  - E79.8　その他のプリン及びピリミジン代謝障害
  - E79.9　プリン及びピリミジン代謝障害，詳細不明
- E80　ポルフィリン及びビリルビン代謝障害
  - E80.0　遺伝性骨髄性ポルフィリン症
  - E80.1　晩発性皮膚ポルフィリン症
  - E80.2　その他のポルフィリン症
  - E80.3　カタラーゼ及びペルオキシダーゼ欠損症
  - E80.4　ジルベール症候群
  - E80.5　クリグラー・ナジャー症候群
  - E80.6　その他のビリルビン代謝障害
  - E80.7　ビリルビン代謝障害，詳細不明
- E83　ミネラル<鉱質>代謝障害
  - E83.0　銅代謝障害
  - E83.1　鉄代謝障害
  - E83.2　亜鉛代謝障害
  - E83.3　リン代謝障害
  - E83.4　マグネシウム代謝障害
  - E83.5　カルシウム代謝障害
  - E83.8　その他のミネラル<鉱質>代謝障害
  - E83.9　ミネラル<鉱質>代謝障害，詳細不明
- E84　のう<嚢>胞性線維症<システィックファイブローシス>
  - E84.0　肺の症状発現を伴うのう<嚢>胞性線維症<システィックファイブローシス>
  - E84.1　腸の症状発現を伴うのう<嚢>胞性線維症<システィックファイブローシス>
  - E84.8　その他の症状発現を伴うのう<嚢>胞性線維症<システィックファイブローシス>
  - E84.9　のう<嚢>胞性線維症<システィックファイブローシス>，詳細不明
- E85　アミロイドーシス<アミロイド症>
  - E85.0　非ニューロパチ<シ>ー性遺伝性家族性アミロイドーシス<アミロイド症>
  - E85.1　ニューロパチ<シ>ー性遺伝性家族性アミロイドーシス<アミロイド症>
  - E85.2　遺伝性家族性アミロイドーシス<アミロイド症>，詳細不明
  - E85.3　続発性全身性アミロイドーシス<アミロイド症>
  - E85.4　臓器<器官>限局性アミロイドーシス<アミロイド症>
  - E85.8　その他のアミロイドーシス<アミロイド症>
  - E85.9　アミロイドーシス<アミロイド症>，詳細不明
- E86　体液量減少(症)
- E87　その他の体液，電解質及び酸塩基平衡障害
  - E87.0　高浸透圧及び高ナトリウム血症
  - E87.1　低浸透圧及び低ナトリウム血症
  - E87.2　アシドーシス
  - E87.3　アルカローシス
  - E87.4　混合型酸塩基平衡障害
  - E87.5　高カリウム<K>血症
  - E87.6　低カリウム<K>血症
  - E87.7　体液過負荷
  - E87.8　その他の電解質及び体液障害，他に分類されないもの
- E88　その他の代謝障害
  - E88.0　血漿たんぱく<蛋白>代謝障害，他に分類されないもの
  - E88.1　リポジストロフィー<脂肪異栄養症>，他に分類されないもの
  - E88.2　リポマトーシス<脂肪腫症>，他に分類されないもの
  - E88.8　その他の明示された代謝障害
  - E88.9　代謝障害，詳細不明
- E89　治療後内分泌及び代謝障害，他に分類されないもの
  - E89.0　治療後甲状腺機能低下症
  - E89.1　治療後低インスリン血症
  - E89.2　治療後副甲状腺<上皮小体>機能低下症
  - E89.3　治療後下垂体機能低下症
  - E89.4　治療後卵巣機能不全(症)
  - E89.5　治療後精巣<睾丸>機能低下症
  - E89.6　治療後副腎皮質(・髄質)機能低下症
  - E89.8　その他の治療後内分泌及び代謝障害
  - E89.9　治療後内分泌及び代謝障害，詳細不明
- E90　他に分類される疾患における栄養及び代謝障害